# Dacheng
Dacheng (chinesisch 大城县, Pinyin Dàchéng Xiàn) ist ein Kreis der bezirksfreien Stadt Langfang in der chinesischen Provinz Hebei. Er hat eine Fläche von 895,3 km² und zählt 477.773 Einwohner (Stand: Zensus 2010). Sein Hauptort ist die Großgemeinde Pingshu (平舒镇).

## Administrative Gliederung
Auf Gemeindeebene setzt sich der Kreis aus sieben Großgemeinden und drei Gemeinden zusammen. 